# Dauercamping

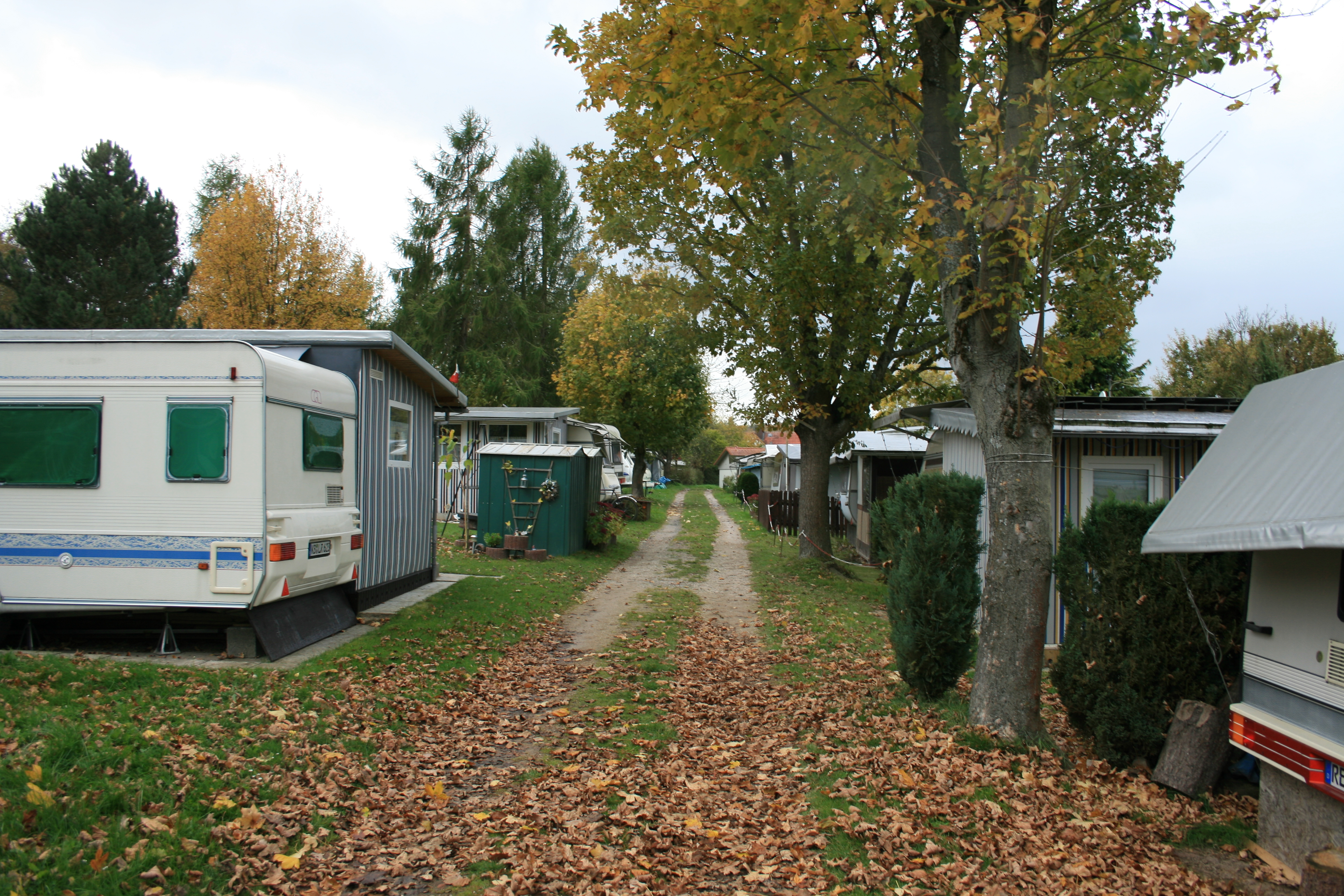
Dauercamper auf dem Campingplatz von Asel-Süd am Edersee

Dauercamping ist die Nutzung eines meist größeren Wohnwagens oder – seltener – des Wohnmobils wie ein Ferienhaus.
Der Dauercamper mietet auf einem Campingplatz einen Standplatz und die zugehörigen Dienstleistungen für einen längeren Zeitraum (in der Regel für mindestens ein Jahr) an.

## Formen des Dauercampens

### Nutzung
Die Ausprägungen des Dauercampens sind sehr unterschiedlich. Sie reichen vom dauerhaft aufgestellten, fahruntüchtigen Wohnwagen oder Wohnmobil mit festen An-, Vor- und Überbauten, Vorgarten mit Zaun und Gartenzwerg bis zum Reisecamper, der einen Stellplatz nur deswegen dauerhaft gemietet hat, weil er ohnehin außerhalb der Urlaubszeit einen Abstellplatz für sein Fahrzeug benötigt und dieses dann auch an Wochenenden wie ein Ferienhaus nutzt. Alle Zwischenformen werden angetroffen.
Eine beliebte Form des Dauercampens ist das Saisoncamping. Hier wird ein Stellplatz für einen längeren Zeitraum – z. B. drei Monate – gemietet. Ein Teil der Familie lebt in dieser Zeit auf dem Campingplatz, während die erwerbstätigen Angehörigen je nach Entfernung zum Wohnort abends oder auch nur am Wochenende dazu kommen.
Eine Sonderform des Dauercampings ist der dauerhafte Wohnsitz auf einem Campingplatz (siehe Wohnwagensiedlung). Zu den Gründen, die Menschen für eine Lebensform mit dauerhaftem Camping nennen, zählen die Nähe zur Natur und Ungebundenheit, bei manchen spielen auch Schicksalsschläge, eine erfolglose Wohnungssuche oder Arbeitslosigkeit eine Rolle. Für  Rentner sind u. a. geringe Kosten, Geselligkeit und weitgehende Barrierefreiheit von Bedeutung.
In Deutschland sind knapp 650.000 Standplätze für Dauercamper statistisch erfasst, wie viele Menschen aber dauerhaft so leben, ist nicht bekannt.

### Einschränkungen
Bei manchen Campingplätzen ist die Nutzung nicht ganzjährig möglich, z. B. wegen Hochwassergefahr an großen Flüssen, so dass dort auch nur ein Saisoncamping möglich ist. Hierbei beträgt die Länge der Saison meist 8 oder 9 Monate im Jahr.
Vielfach schränken örtliche Bestimmungen die Ausgestaltung des gemieteten Stellplatzes mit festen Anbauten, Zäunen und dergleichen ein, so dass sich diese Plätze oder Platzteile auf den ersten Blick von Campingplätzen für Tourismuscamping kaum unterscheiden.
Manche Dauercampingplätze vermieten nur an Dauercamper, andere nehmen auch eine begrenzte Zahl von Reisecampern auf. Umgekehrt vermieten viele für den Tourismus ausgelegte Campingplätze einen Teil ihrer Stellplätze dauerhaft.

## Situation in einzelnen Ländern

### Deutschland
Die Nutzung als Hauptwohnsitz – obschon mitunter geduldet – ist in aller Regel nicht statthaft.
Es gibt auch Campingplätze, auf denen man seinen Hauptwohnsitz anmelden kann. Dieses ist aber an bestimmte Auflagen gebunden, z. B. dem Vorhandensein von Strom, Briefkästen, Frischwasser und Abwasserkanälen auf dem Stellplatz. Die jeweilige Kommune muss mit der Nutzung einverstanden sein.
Dauercamping wird in mancher Hinsicht dem Ferienhaus rechtlich gleichgestellt (z. B. Rundfunkgebührenpflicht, Möglichkeit der Erhebung von Steuern für einen Zweitwohnsitz usw.). Umsatzsteuer fällt auf die Stellplatzmiete bei einer Nutzungsdauer von mindestens sechs Monaten nicht an.
Das Gesetz zur Umsetzung der Richtlinie 2014/52/EU im Städtebaurecht und zur Stärkung des neuen Zusammenlebens in der Stadt enthält eine Klarstellung zum Dauerwohnen: In § 11 BauNVO ist nun festgehalten, dass in einem Sondergebiet für die Fremdenbeherbergung auch eine Mischung von Fremdenbeherbergung oder Ferienwohnen einerseits und Dauerwohnen andererseits zulässig ist. Den Gemeinden steht es somit frei, eine Nutzung ihrer Erholungssondergebiete auch zum Wohnen zu gestatten.